# 14573 Montebugnoli
14573 Montebugnoli este un asteroid din centura principală de asteroizi.

## Descriere
14573 Montebugnoli este un asteroid din centura principală de asteroizi. A fost descoperit pe 27 august 1998 la Stația Anderson Mesa în cadrul programului LONEOS. Asteroidul prezintă o orbită caracterizată de o semiaxă mare de 2,31 ua, o excentricitate de 0,15 și o înclinație de 5,6° în raport cu ecliptica.